# Chiesa della Madonna del Latte Dolce
La Chiesa di San Leonardo di Bosove ora intitolata alla Madonna del Latte Dolce è ubicata nell'omonimo quartiere a Sassari. La denominazione di Madonna del Latte Dolce risale al 1825 quando, nella lunetta ogivale del portone di facciata, fu ritrovato l'affresco della Madonna col Bambino fra le SS. Caterina d'Alessandria e Lucia.

## Storia
Il sito, dove è ubicata la chiesa, corrisponde alla villa di Bosove citata nel condaghe di San Pietro di Silki. Alla chiesa era collegato un lazzareto, fondato nel 1178 da Barisone II giudice del Torres, amministrato da rettori del monastero di san Leonardo di Stagno fino al 1257, e quindi dalle clarisse del Monastero di Santa Chiara di San Miniato in provincia di Pisa.

## Descrizione dell'edificio
La costruzione della cappella, nella sua prima forma, risale alla fine del XIII secolo (fra il 1177 e il 1190). Nel XIV secolo fu creata l’abside gotica a pianta quadrata e voltata a crociera e nel XIX secolo fu dotata di una copertura a volte e un nuovo prospetto.
Dell'impianto originario sono rimasti solo i prospetti laterali dove si aprono monofore con archi a tutto tondo e a doppio strombo.

## Galleria d'immagini

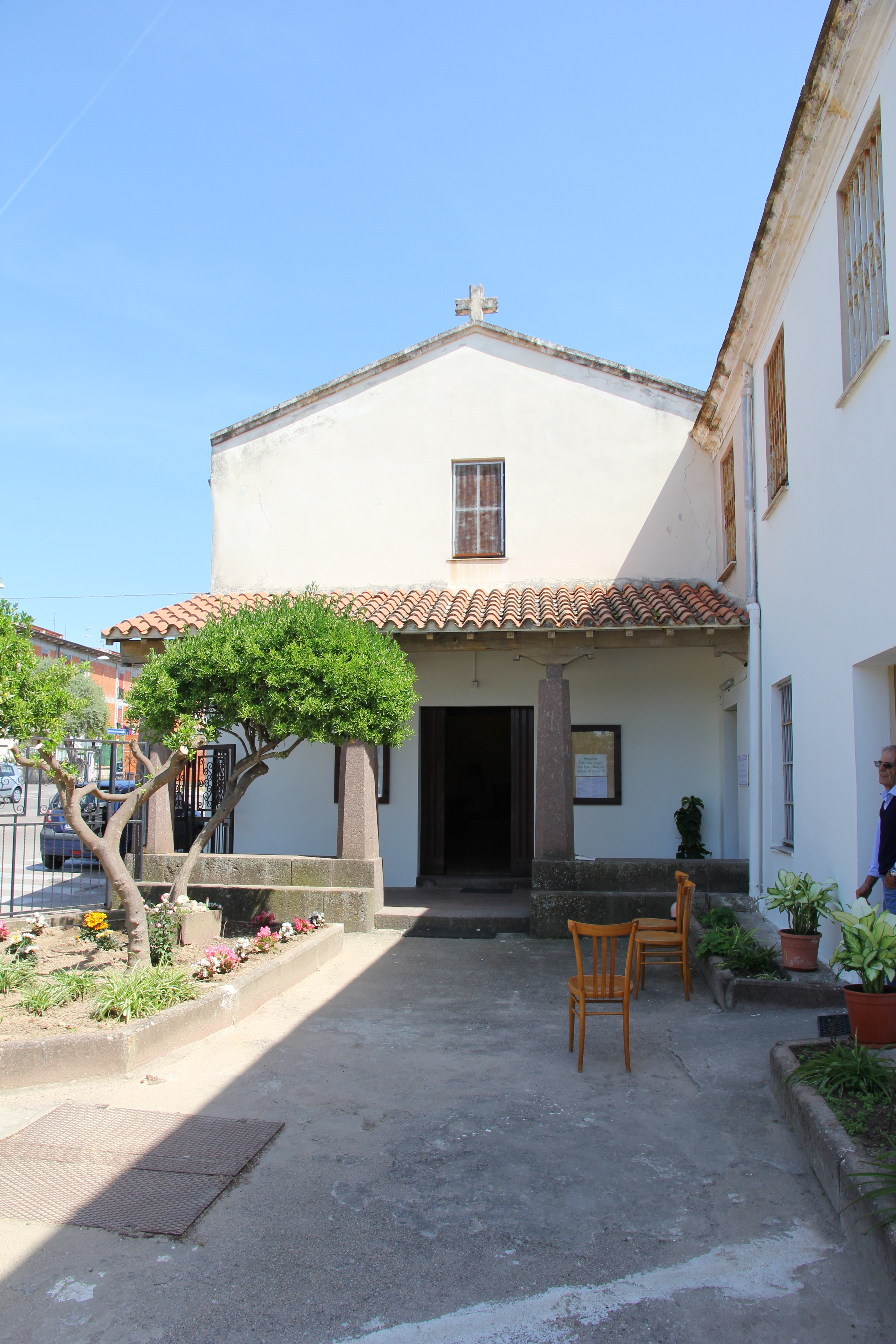
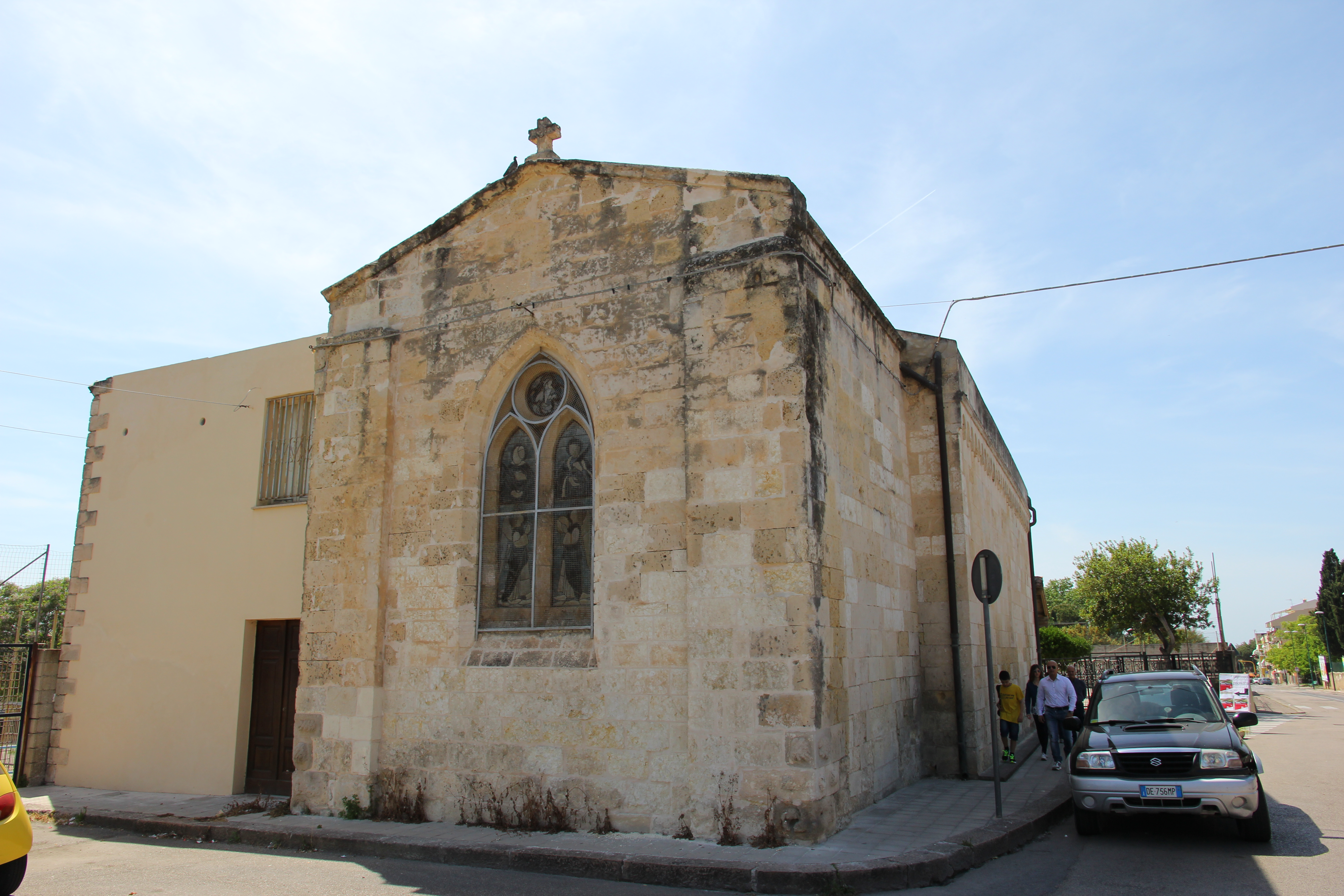
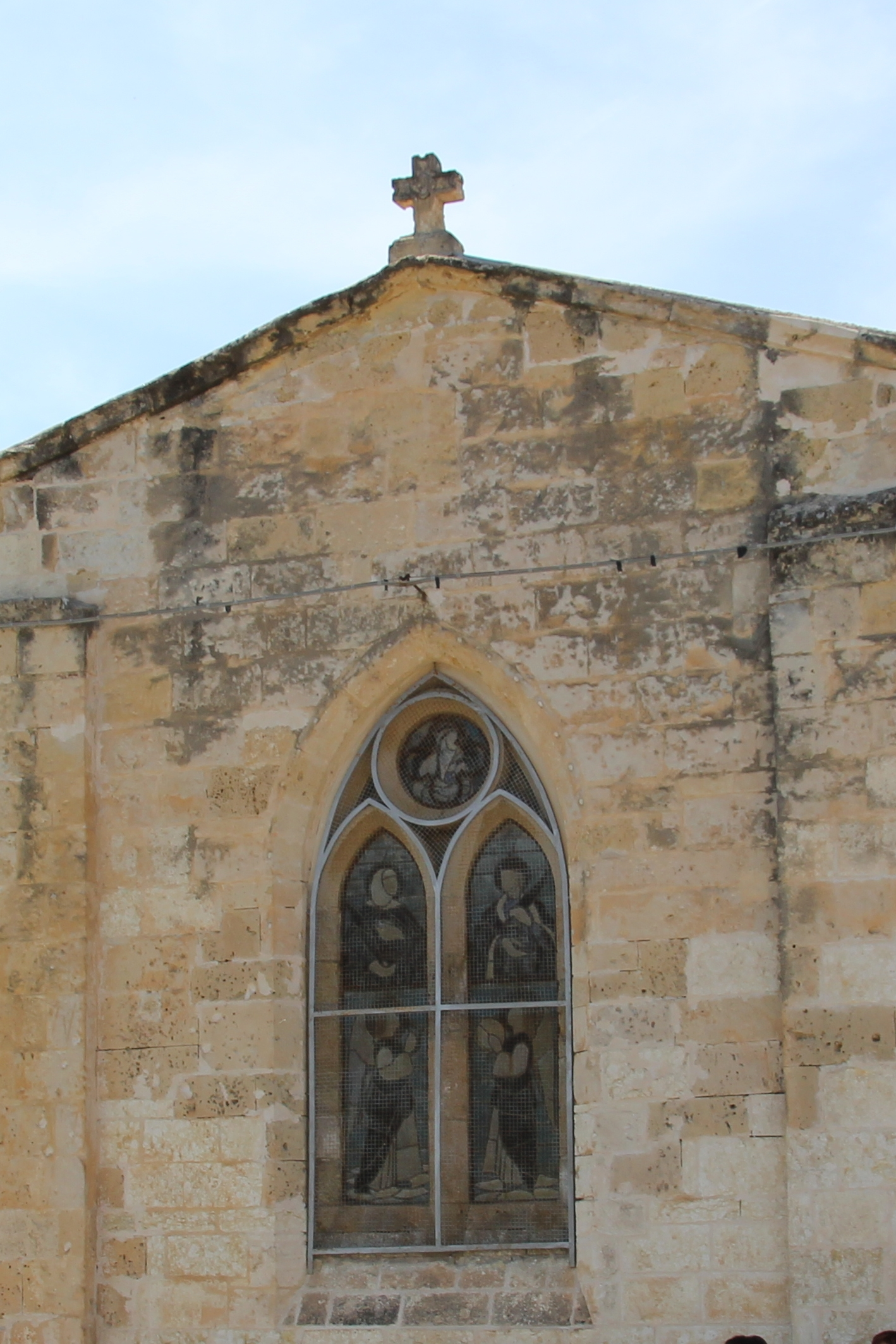
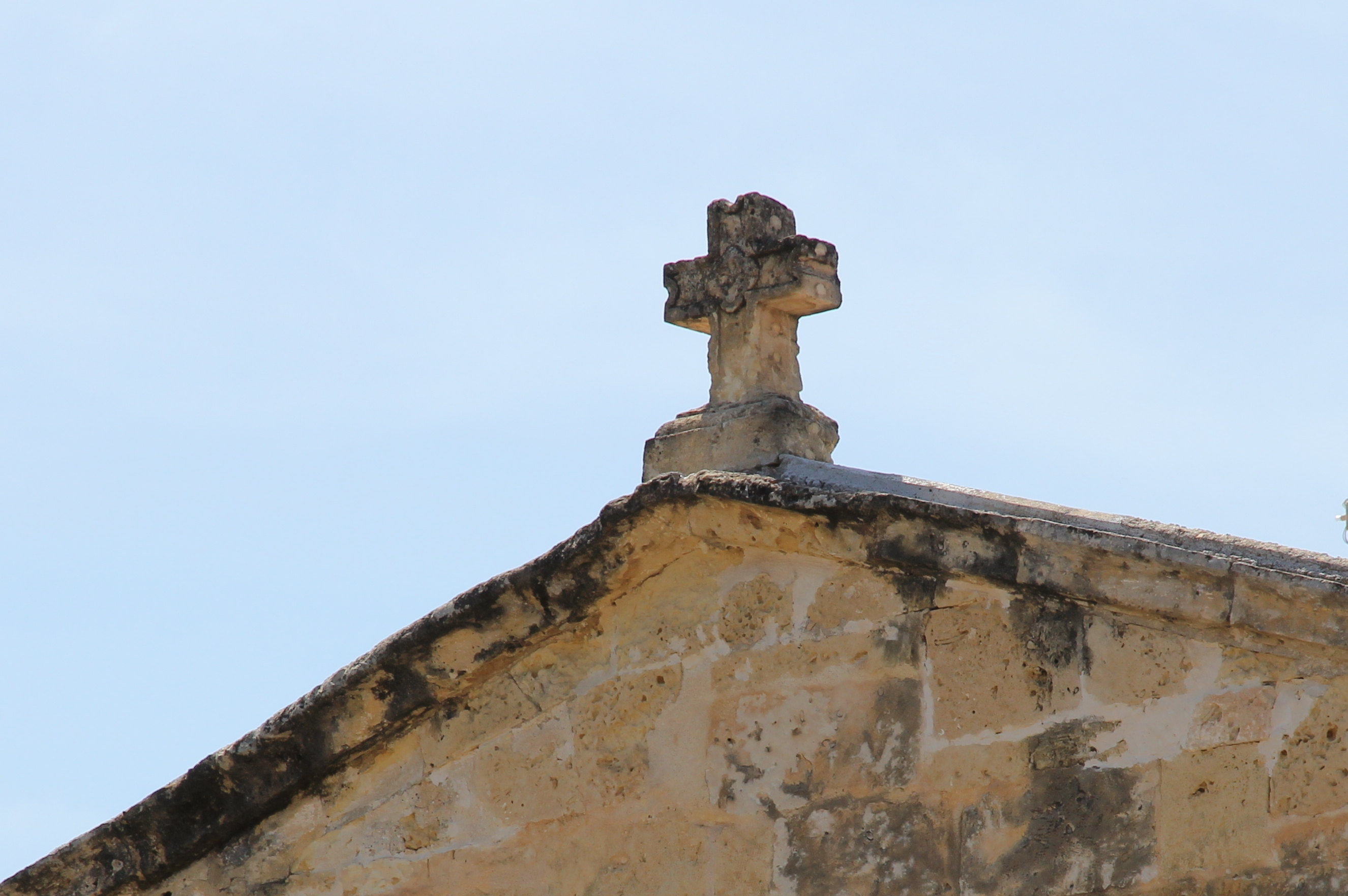
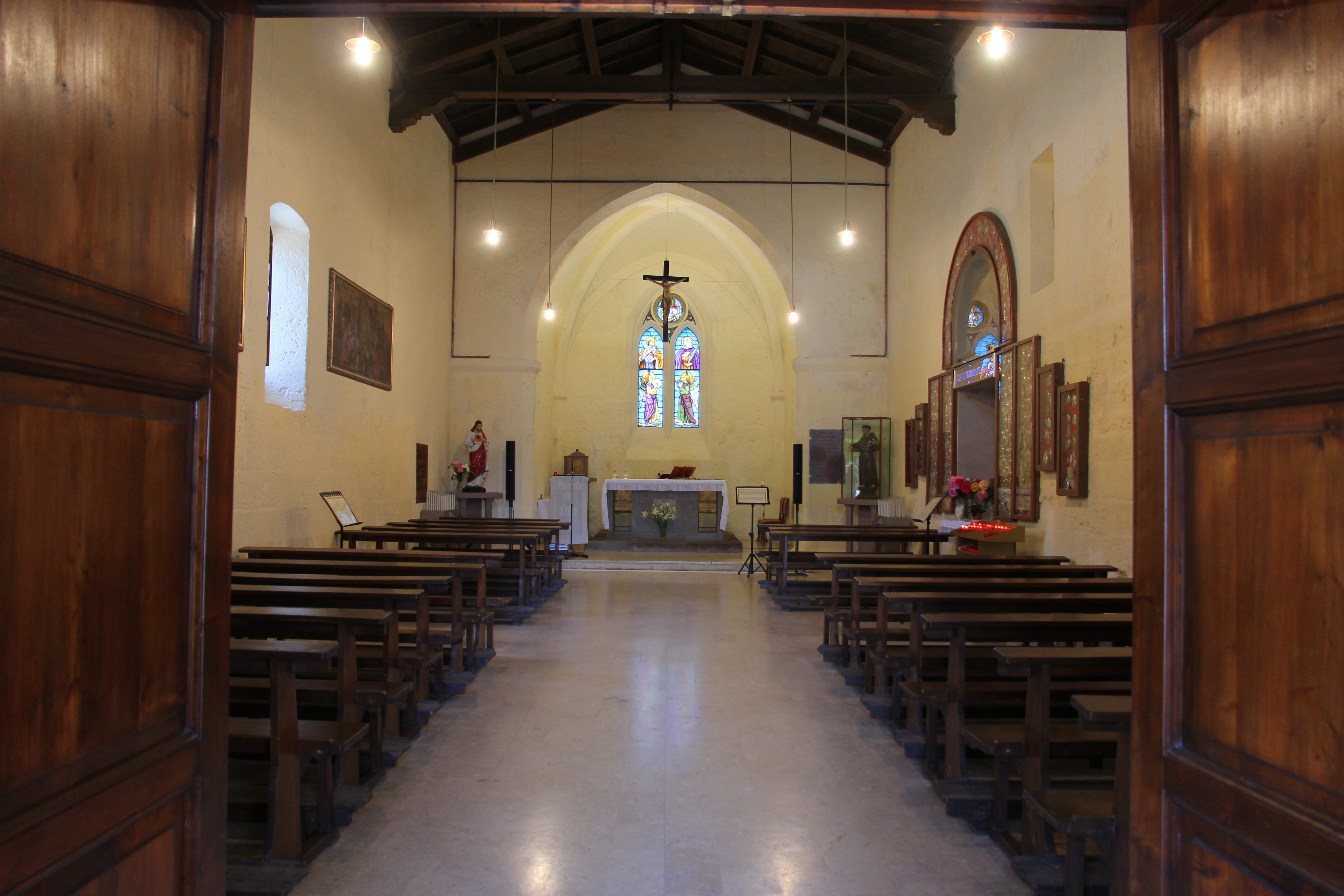
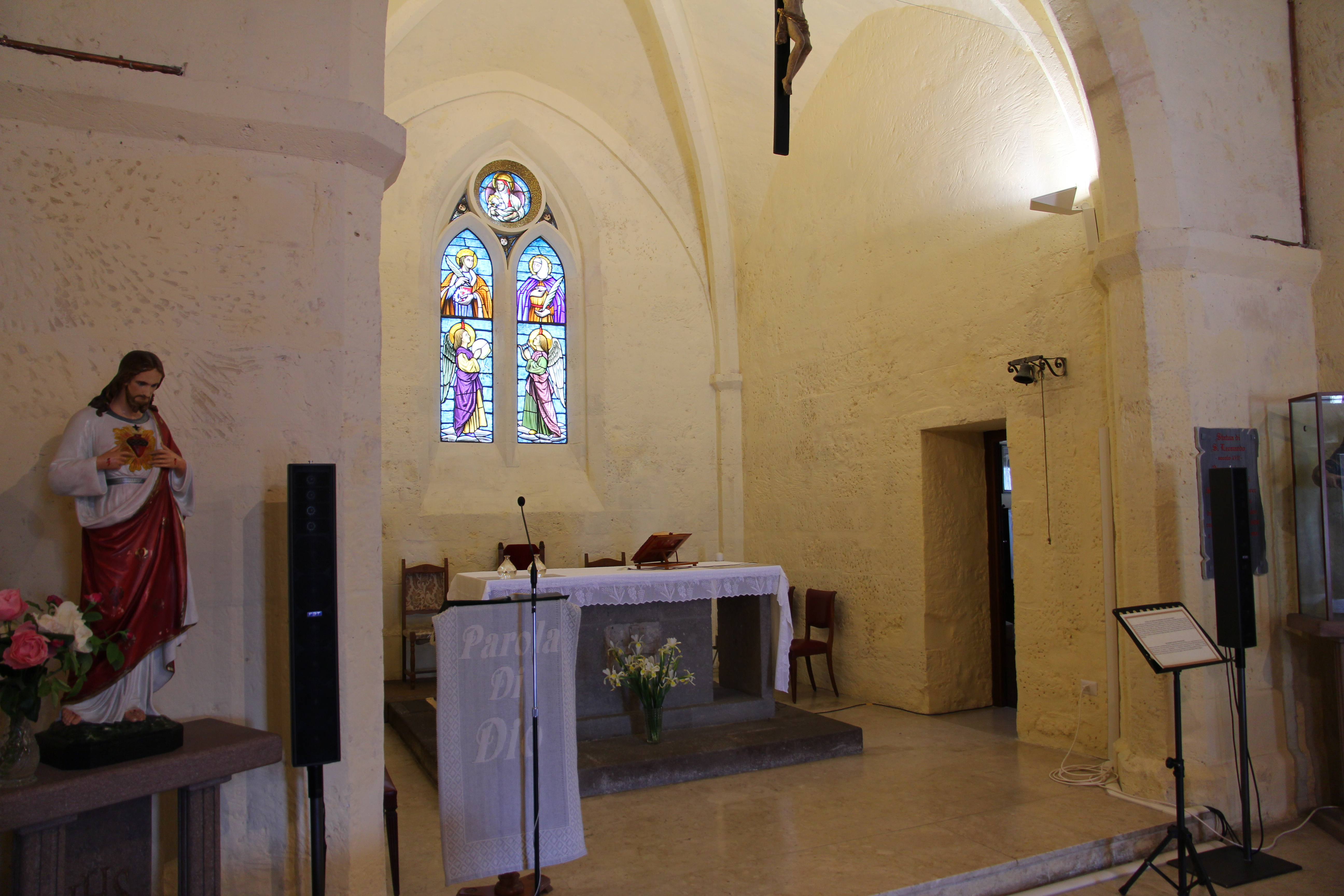
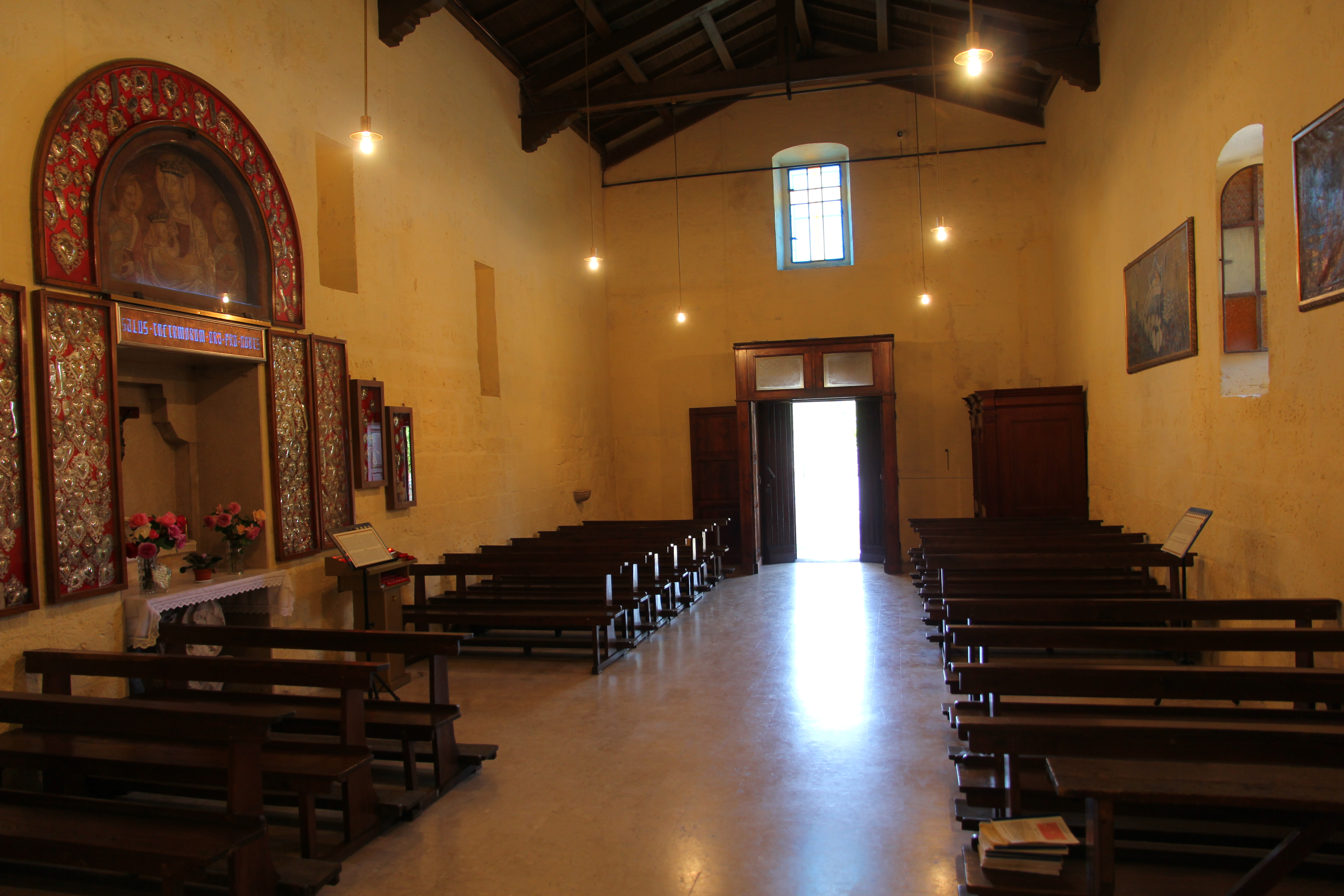
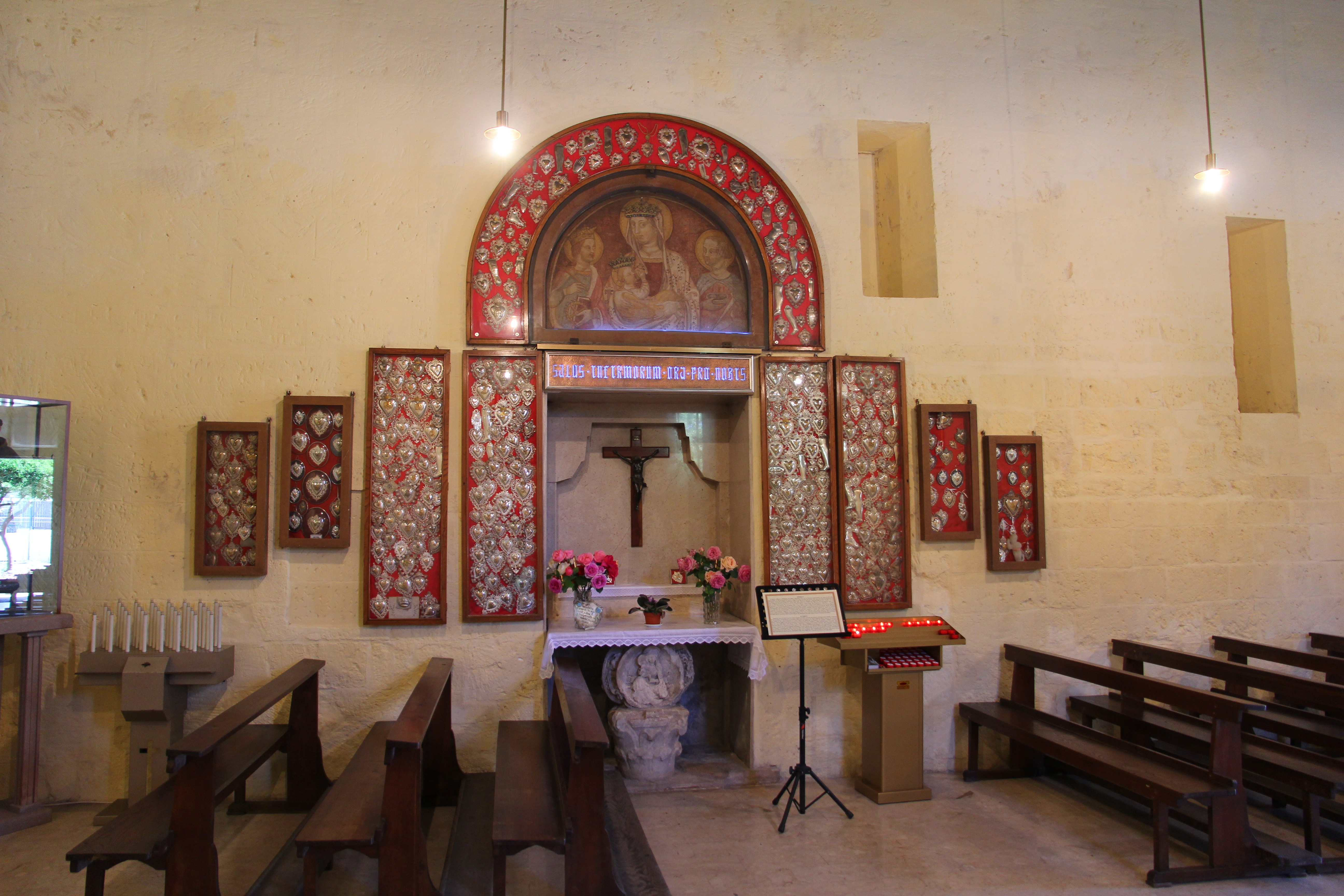
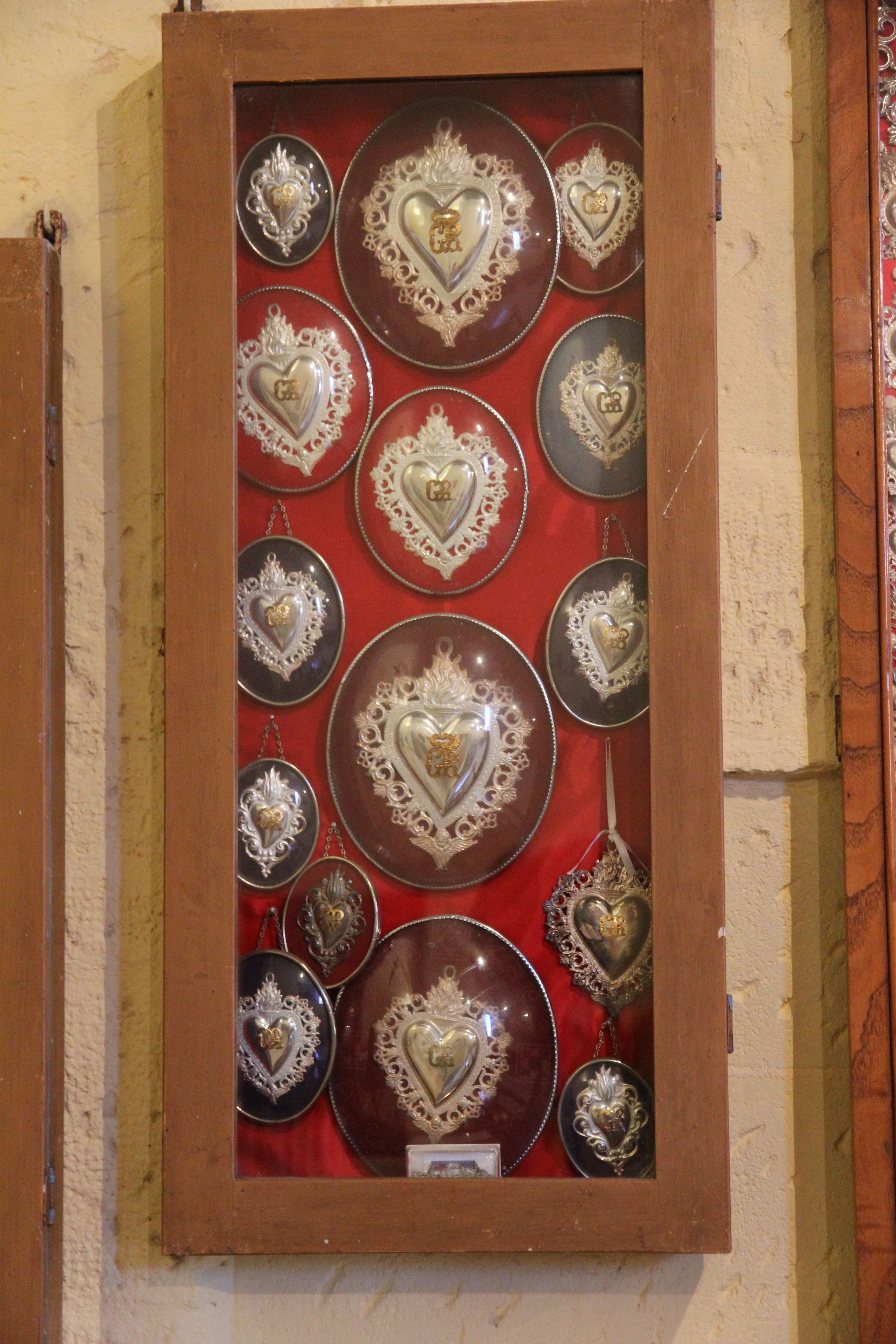
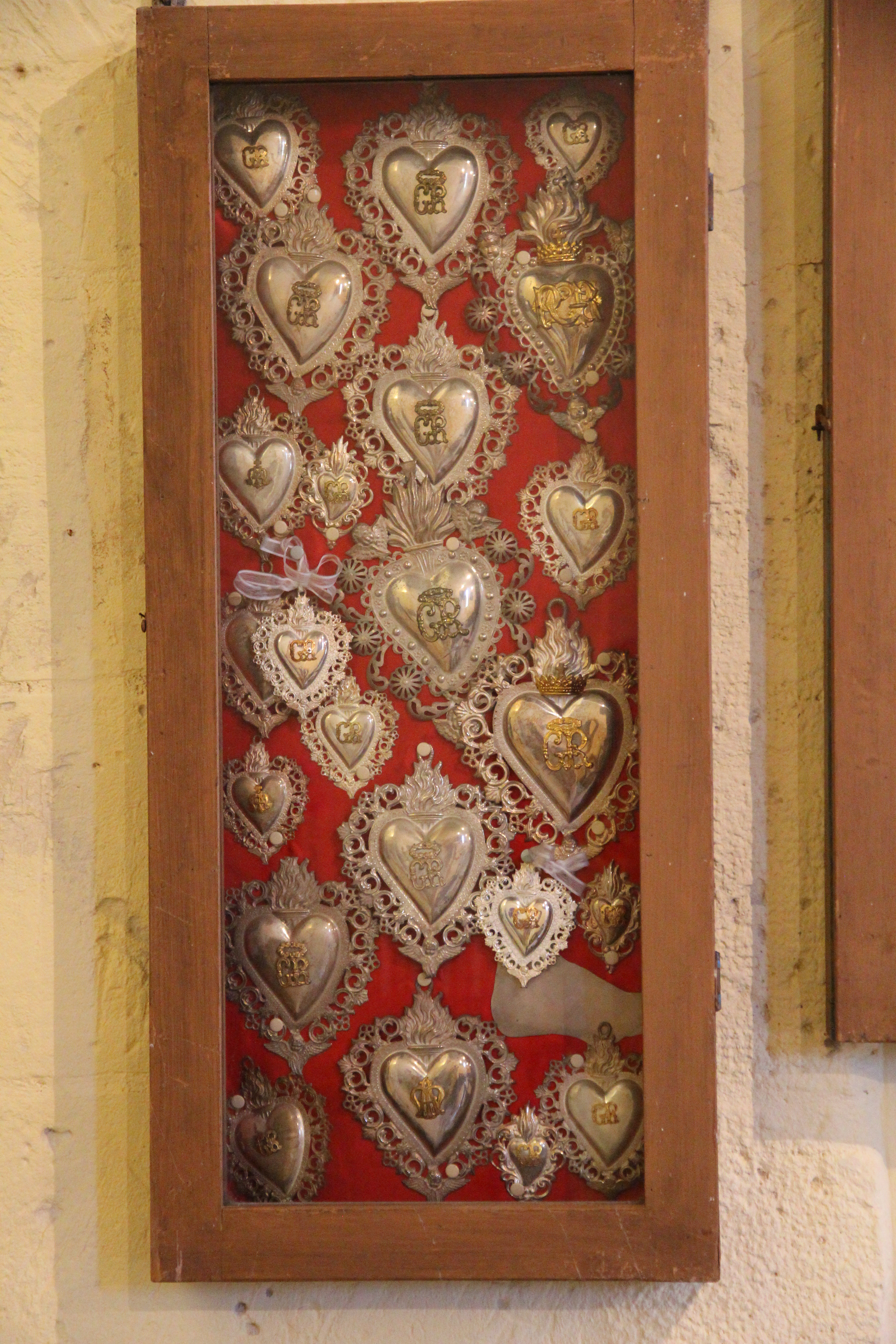
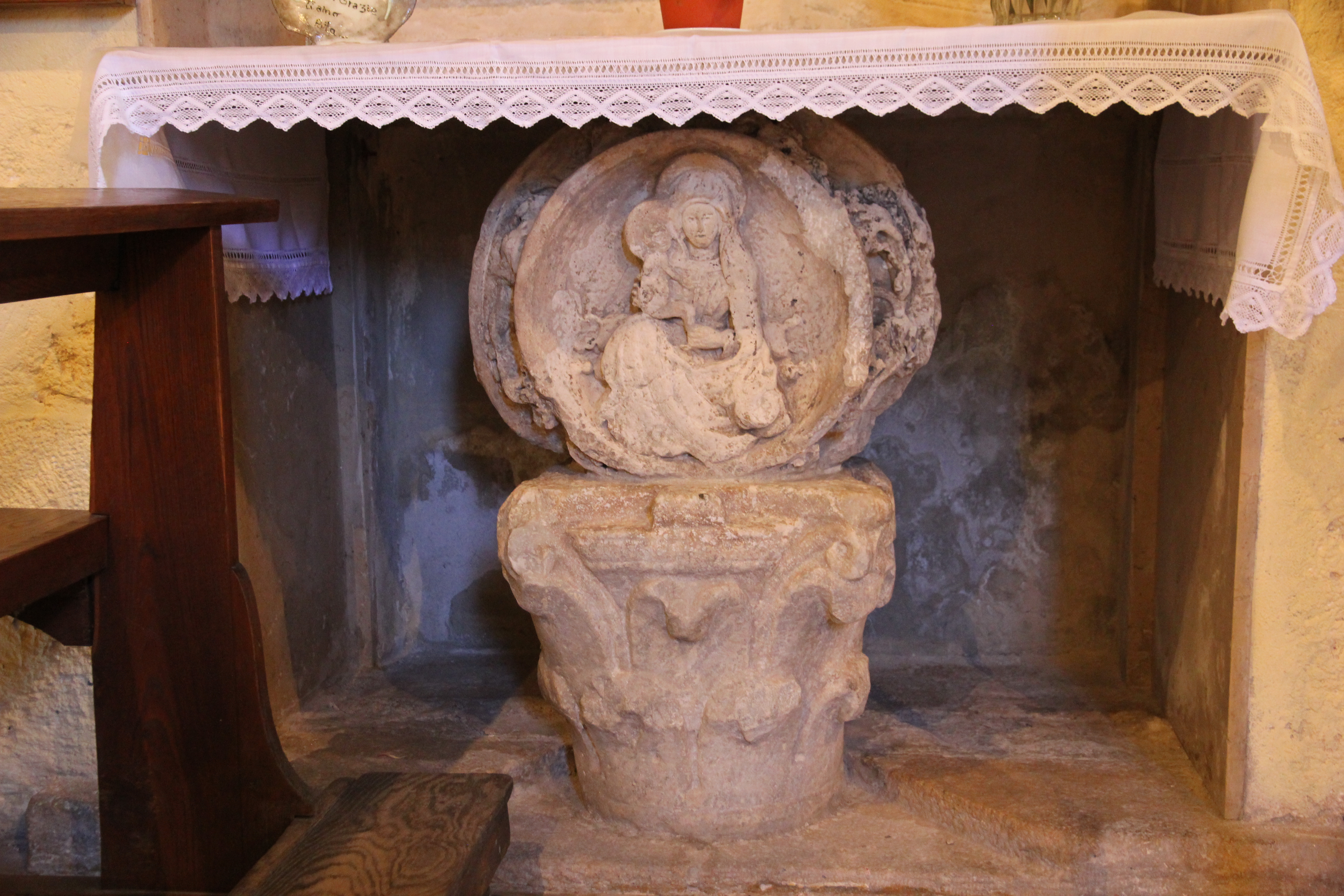
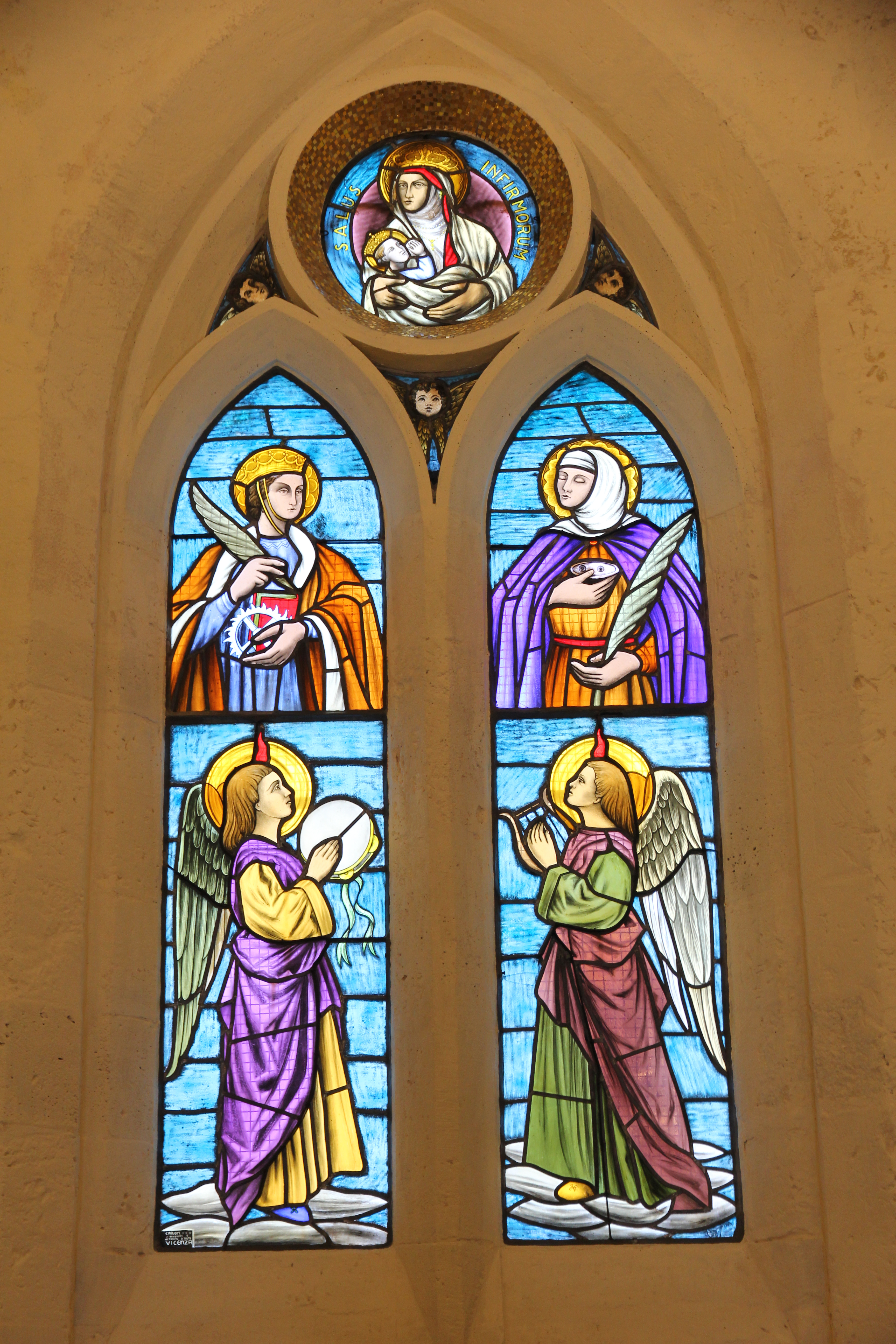